# 裴譲之
裴 譲之（はい じょうし、生没年不詳）は、東魏から北斉にかけての官僚・文人。字は士礼。本貫は河東郡聞喜県。

## 経歴
裴佗と辛氏のあいだの子として生まれた。16歳のときに父を失い、悲しみのため身をこわすところだったが、母の辛氏が譲之を慰めて「我を棄て性を滅ぼして、孝子の名を得たいのか」と言うと、気力を取り戻した。譲之は若くして学問を好み、文才と弁舌にすぐれて、早くから名声があった。東魏の天平年間、秀才に選挙され、対策（答案）は高第に掲示された。屯田主客郎中に累進し、省中では「よく詩を賦すのは裴譲之」とささやかれた。太原公開府記室となった。楊愔と仲が良く、会うたびに日がな清談にふけった。楊愔は事あるごとに「この人の風流警抜は裴文季（裴潜の弟の裴徽）の遺風を伝えている」と評した。南朝梁の使者が来ると、譲之が主客郎として応接にあたった。
次弟の裴諏之が西魏に亡命したため、兄弟5人はそろって拘禁された。高歓が「諏之はどこにいるのか」と訊ねると、譲之は「かつて呉と蜀の2国に諸葛氏の兄弟（諸葛瑾と諸葛亮）がおのおの仕えた旧例があります。ましてや譲之の老母はこの地にあり、君臣の分は定まっているのに、忠と孝を失うのは愚夫のおこないです」と答えた。高歓はその言葉をよしとして、兄弟そろって釈放した。高澄の下で大将軍主簿となり、中書舎人を兼ねた。後に散騎常侍を兼ね、南朝梁への使者をつとめた。高澄が入朝すると、召されて中書侍郎となり、舎人を兼ねた。
北斉が建国され、東魏の孝静帝が別宮に幽閉されて諸臣と隔てられると、譲之はすすり泣いて涙を流した。参掌儀注をつとめて、寧都県男に封じられた。文宣帝は譲之を黄門郎に任じようとしたが、ある人が「譲之の体重は重く、小走りして近侍する任には耐えません」と進言したため、代わって清河郡太守に任じた。清河郡の官吏の田転貴と孫舎興が長らく狡猾に人々の財産を侵奪していたため、譲之が赴任してまもなく死刑に処した。ときに清河王高岳が司州牧をつとめており、部従事を派遣してこの件を調べさせた。侍中の高徳正はもとより譲之と不仲であったため、「ちょうど陛下の受禅のとき、譲之は魏朝を恋しがって、涙を流しました。かれを内官とするのは、望ましくないことです」と奏上すると、文宣帝は激怒した。楊愔が譲之を弁護したが、文宣帝の怒りを解くことはできず、「裴譲之と同じ墓に入りたいか」と恫喝されるにいたって、楊愔をはじめとする諸臣は沈黙した。譲之は私邸で自殺を命じられた。

## 伝記資料
- 『北斉書』巻35 列伝第27
- 『北史』巻38 列伝第26